# Thérèse Rivière
Thérèse Marguerite Henriette Rivière, (París, 30 de diciembre de 1901 -Plouguernével (Bretaña), 21 de noviembre de 1070) fue una etnóloga y fotógrafa francesa.

## Biografía
Thérèse Rivière nació en París en 1901. Su padre era funcionario de origen Ardèche y su madre procedía de Picardía. Era la hermana menor de Georges Henri Rivière y sobrina del pintor Henri Rivière, coleccionista y fotógrafo, y que es posible que fuera la razón de que ella se interesara por la fotografía.
Obtuvo el título de educación primaria superior, con la especialización de industrial. Dotada para el dibujo, se convirtió en diseñadora industrial en Michelin en 1921. Ella era la única mujer en un mundo de hombres; su madre hizo que la trasladaran a la Oficina de Rutas de la empresa.
Al recibir una herencia de su abuela Lou, Thérèse retomó sus estudios de dibujo en la Escuela del Louvre y en el Instituto de Paleontología Humana. También hizo cursos en la École Pratique des Hautes Études y en el Instituto de Etnología del que se graduó en 1931. Bajo la dirección de Marcel Mauss, estudió prehistoria, antropología y etnología. Al mismo tiempo, se formó como enfermera en la Cruz Roja.
Después de varios trabajos como diseñadora industrial, fue contratada por su hermano Georges-Henri Rivière para ayudarlo en su nuevo cargo de subdirector del Museo Etnográfico de Trocadéro, en septembre 1928. Allí desempeñó diversas tareas y, gracias a su experiencia en Michelin, convenció al museo para que utilizara por primera vez una máquina de escribir. En 1934, Paul Rivet la nombró jefa del nuevo departamento "África blanca y Levante".

### La misión en el Aurès (1934-1936)
En diciembre de 1934, Thérèse Rivière partió durante un año a Argelia para estudiar la etnia bereber de los chaouïas en el Aurès, región montañosa del este del país. Fue elegida jefa de misión por los entonces tres directores del Instituto de Etnología de París, Lucien Lévy-Bruhl, Marcel Mauss y Paul Rivet. La asistió Germaine Tillion, entonces alumna de Marcel Mauss. Esta misión fue puesta en marcha por el africanista Henri Labouret en el marco de una misión etnográfica del Instituto Internacional de Lenguas y Civilizaciones Africanas de Londres que codirigía.
Las dos mujeres llegaron el 11 de enero de 1935 a Arris, localidad designada por la administración francesa como capital de la inmensa provincia de Aurès. Primero se instalan en Menaa, al oeste de Arris y luego, en abril de 1935, se fueron a vivir con los chaouis, criadores y agricultores en la vertiente sahariana del Ahmar Khaddou, en el douar Tadjmout (Biskra), uno de los más pobres de este macizo. Se establecieron con los Beni Melkem y luego, en junio, con sus vecinos del oeste, los Ath Abderrahman Kébèche.
En el terreno, Rivière estudiaba en particular las técnicas tradicionales (agricultura, tejido, etc.), mientras que Germaine Tillion se interesaba por la moral y las costumbres. Tras renovar la beca inicial por un año adicional, Rivière regresó a París en 1936.
Presentó su tesis “Aurès-Argelia – Ritos agrarios en una tribu seminómada (Ouled Abderrhaman) y en una tribu sedentaria (Nawser d’Amentane)“ en la sección de Ciencias Religiosas de la Escuela Práctica de Estudios Avanzados.

### Fotografía
Rivière tomó miles de fotografías durante sus misiones etnográficas, principalmente en Aurès, Argelia (1934-1937), y también durante breves misiones en Marruecos (1937), luego nuevamente en Argelia (1937-1939) y en España (1939). Utilizaba principalmente una Leica. A partir de 1937 comenzó a utilizar más una Rolleiflex.

### El Museo del Hombre
De la misión de Aurès, Thérèse Rivière trajo 857 objetos y Germaine Tillion 130. Las fichas museográficas de cada objeto fueron redactadas por Thérèse Rivière hasta 1944 con gran rigor: a menudo aparecen los nombres de los artesanos así como una fotografía que mostraba tanto las etapas de su fabricación como su uso. Los resultados de la misión se presentaron en el Museo del Hombre en una exposición titulada Aurès del 28 de mayo de 1943, que organizó junto a Jacques Faublée. Germaine Tillion, luchadora de la resistencia en la “red del Museo del Hombre”, había sido arrestada tras una denuncia el 13 de agosto de 1942.

### Internado
El 5 de diciembre de 1945, cuatro días después de la proyección de su película sobre el Aurès en la sala del museo, Thérèse Rivière fue nuevamente hospitalizada. Tras una breve estancia en el hospital Sainte-Anne, fue trasladada a una residencia de ancianos. Logró regresar a Aurès durante algunos meses, de septiembre de 1946 a julio de 1947. Luego estuvo yendo de una residencia de ancianos a otra e internada permanentemente hasta su muerte en Bretaña, en el hospital psiquiátrico de Plouguernevel, el 21 de noviembre de 1970.
Rivière sufría bipolaridad, lo que hizo que su carrera, que prometía ser brillante, se viera obstaculizada por sucesivos internamientos psiquiátricos. Murió en 1970 tras veintidós años de internamiento.

## Legado
Los 857 objetos, 3.000 fotografías y una veintena de cuadernos de campo aportados por Thérèse Rivière se incorporaron al Museo del muelle Branly - Jacques Chirac en 2005.
En 2018 se organizó en Montpellier una exposición de fotografía sobre la expedición a Aurés. Con la deportación de Germaine Tillion en 1942 y el largo confinamiento hospitalario de Thérèse Rivière a partir de 1948, la documentación y fotografías desaparecieron, pero fueron redescubiertas a principios de la década de 2000. La exposición «Aurès, 1935. Fotografías de Thérèse Rivière y Germaine Tillion», comisariada por Christian Phéline, mostró una selección de 120 fotografías que revelan la especial relación establecida por cada una de estas observadoras con su tema: Thérèse Rivière, más “etnógrafa” de campo y muy empática en su acercamiento a los aurés; más “etnóloga” e inclinada a la reflexión teórica. Las imágenes muestran una sociedad tradicional todavía en gran parte intacta, su relación con la presencia colonial y la forma en que se revela a los ojos de las dos etnógrafas. También revelan el resorte emocional y visual que a menudo parece distraer a los observadores de un enfoque puramente documental. Al tiempo que dan testimonio de un momento concreto de la investigación etnográfica, formando parte de la historia estética y social de la fotografía.

## Obras de Thérèse Rivière

### Artículos
- “ Costumbres agrícolas de Aurès - Valle de Oued El Abiod (ighzer amelal) y Valle de Oued Abdi (Ighzer n Abdi) », Estudios y documentos bereberes, folleto no 3.
- Colección de 42 canciones chaouia de los años 1930, documentos recopilados por Thérèse Rivière
- “ Tatuajes bereberes en Aurès », Estudios y documentos bereberes, folleto no 6.
- “ En el sur de Aurès en 1935 : un estudio descriptivo de las bodas, la circuncisión y las celebraciones Hiji entre los Ouled Abderrahman », Estudios y documentos bereberes, folleto no 8.
- «L'habitation chez les Ouled 'Abderrahman Chaouia de l'Aurès». Africa (en francés) (Londres). XI-3: 294–311. 1938..
- «L'apiculture chez les Ouled 'Abderrahman, montagnards du versant sud de l'Aurès». Journal des africanistes|Journal de la Société des Africanistes (en francés) (Paris) 13: 95–107. 1943..

### Obras
- Catalogue des collections de l'Aurès (en francés). Paris: Musée de l'Homme. 1943.
- Aurès, Algérie, 1935-1936. Photographies de Thérèse Rivière (en francés). Paris: Éditions de la maison des sciences de l'homme. 1988.

### Artículos publicados por Jacques Faublée tras su muerte
- Thérèse Rivière y Jacques Faublée, “ En el sur de Aurès en 1935. Circuncisiones, matrimonios y hiji entre los Ouled Abderrahman », Estudios y Documentos bereberes, 1991.
- Thérèse Rivière y Jacques Faublée, “ Tatuajes Bereberes en Aurès », Estudios y documentos bereberes, 1989

## Filmografía
- L'Aurès (1946), documental sobre la misión Rivière-Tillion, rodado por Thérèse Rivière, disponible en el BNF-CNC.

## Exposiciones
- 15 de abril de 2018: Aurès 1935. Photographies de Thérèse Rivière et Germaine Tillion, Pavillon populaire, Montpellier